# Badminton-U15-Europameisterschaft 2016
Die Badminton-U15-Europameisterschaft 2016 fand vom 19. bis zum 21. Februar 2016 in Kasan in Russland statt. Es war die zweite Auflage der Titelkämpfe.

## Sieger und Platzierte
| Disziplin    | Gold                                | Silber                                           | Bronze                                 |
| ------------ | ----------------------------------- | ------------------------------------------------ | -------------------------------------- |
| Herreneinzel | Harry Huang                         | Christo Popov                                    | Georgii Karpov                         |
| Herreneinzel | Harry Huang                         | Christo Popov                                    | Rory Easton                            |
| Dameneinzel  | Mathilde Cramer Ahrens              | Vivien Sándorházi                                | Anastasiia Kurdyukova                  |
| Dameneinzel  | Mathilde Cramer Ahrens              | Vivien Sándorházi                                | Bengisu Erçetin                        |
| Herrendoppel | Rory Easton Harry Huang             | Kenji Lovang Christo Popov                       | Rasmus Espersen Sebastian Grønbjerg    |
| Herrendoppel | Rory Easton Harry Huang             | Kenji Lovang Christo Popov                       | Joshua Apiliga Adam Pringle            |
| Damendoppel  | Bengisu Erçetin Zehra Erdem         | Christine Busch Andreasen Mathilde Cramer Ahrens | Rachel Cameron Rachel Sugden           |
| Damendoppel  | Bengisu Erçetin Zehra Erdem         | Christine Busch Andreasen Mathilde Cramer Ahrens | Romane Cloteaux-Foucault Ainoa Desmons |
| Mixed        | Sebastian Grønbjerg Clara Graversen | Rasmus Espersen Christine Busch Andreasen        | Georgii Karpov Anastasiia Kurdyukova   |
| Mixed        | Sebastian Grønbjerg Clara Graversen | Rasmus Espersen Christine Busch Andreasen        | David Hong Hope Warner                 |